# کانگ مین هیوک
کانگ مین هیوک (کره‌ای: 강민혁؛ زادهٔ ۲۸ ژوئن ۱۹۹۱) موسیقی‌دان، خواننده-ترانه‌سرا و بازیگر اهل کره جنوبی است. او درامر گروه پسرانهٔ راک کره‌ای سی‌ان‌بلو است.

## حرفه
در سال ۲۰۱۰ کانگ مین هیوک حرفهٔ بازیگری خود را در کنار همکار خود، لی جونگ هیون که از اعضای گروه سی‌ان‌بلو بود، در فیلم آکوستیک آغاز کرد. سپس در سریال کره‌ای باشه دختر بابا نقش خود را ایفا کرد.
مین هیوک به همراه جونگ یونگ هوا (که عضو گروه سی‌ان‌بلو است) در سریال ضربان قلب در شبکه ام‌بی‌سی، که یک ملودرام جوانانه است، به ایفای نقش پرداخته‌است.
در سال ۲۰۱۲ در یک سریال کره‌ای به نام خانواده جدید، نقش برادر بازیگوش شخصیت اصلی ماجرا ، یعنی سه کوانگ را بازی کرد.
در سال ۲۰۱۳، کانگ مین هیوک در درام شبکه اس‌بی‌اس به نام وارثان به ایفای نقش یون چان یونگ، دانشجوی ممتاز دبیرستان پرداخت.

## فیلم‌شناسی

### فیلم
| سال  | عنوان                      | نقش         | توضیحات               | منابع |
| ---- | -------------------------- | ----------- | --------------------- | ----- |
| ۲۰۱۰ | آکوستیک                    | کیم هه وون  | قسمت: حمله به نانوایی | [ ۵ ] |
| ۲۰۱۷ | من یک گربه هستم            | راوی        |                       | [ ۶ ] |
| ۲۰۱۸ | شاهزاده خانم و دلال ازدواج | کانگ هی     |                       | [ ۷ ] |
| ن/م  | Exposure                   | لی جونگ مین |                       | [ ۸ ] |

### مجموعه تلویزیونی
| سال  | عنوان           | نقش          | توضیحات               | منابع  |
| ---- | --------------- | ------------ | --------------------- | ------ |
| ۲۰۱۰ | باشه دختر بابا  | هوانگ یون دو |                       | [ ۹ ]  |
| ۲۰۱۱ | ضربان قلب       | یو جون هی    |                       | [ ۱۰ ] |
| ۲۰۱۲ | خانواده جدید    | چا سه گوانگ  |                       | [ ۱۱ ] |
| ۲۰۱۳ | وارثان          | یون چان یونگ |                       | [ ۱۲ ] |
| ۲۰۱۶ | هنرمندان        | جو ها نول    |                       | [ ۱۳ ] |
| ۲۰۱۷ | مدرسه ۲۰۱۷      | جونگ گون     | حضور افتخاری (قسمت ۱) | [ ۱۴ ] |
| ۲۰۱۷ | کشتی بیمارستانی | کواک هیون    |                       | [ ۱۵ ] |
| ۲۰۲۱ | اوه بانوی من    | یو جین       |                       | [ ۱۶ ] |

### مجموعه اینترنتی
| سال  | عنوان             | نقش           | منابع  |
| ---- | ----------------- | ------------- | ------ |
| ۲۰۲۱ | هنوز سی سالم نشده | لی سونگ یو    | [ ۱۷ ] |
| ن/م  | سلبریتی           | هان جون کیونگ | [ ۱۸ ] |

### برنامه تلویزیونی
| سال  | عنوان                    | نقش          | توضیحات | منابع         |
| ---- | ------------------------ | ------------ | ------- | ------------- |
| ۲۰۱۵ | خانواده شجاع             | عضو بازیگران |         | [ ۱۹ ]        |
| ۲۰۱۵ | هنر و تربیت بدنی محله ما | عضو بازیگران | بخش شنا | [ ۲۰ ]        |
| ۲۰۱۵ | من تنها زندگی می‌کنم      | عضو بازیگران |         | [ ۲۱ ] [ ۲۲ ] |
| ۲۰۲۲ | تیم آپ ۰۷۲               | شرکت کننده   | فصل ۴   | [ ۲۳ ]        |
| ۲۰۲۲ | بادی بویز                | عضو بازیگران |         | [ ۲۴ ]        |

### میزبان
| سال  | عنوان                                | توضیحات              | منابع  |
| ---- | ------------------------------------ | -------------------- | ------ |
| ۲۰۱۴ | فستیوال جهانی کی-پاپ ۲۰۱۴ در چانگ‌وون | به همراه جونگ اون جی | [ ۲۵ ] |
| ۲۰۱۵ | مامان داره نگاه می‌کنه                |                      | [ ۲۶ ] |
| ۲۰۱۶ | بانک موسیقی                          | به همراه سول‌بین      | [ ۲۷ ] |